# Chicxulub Puerto
Chicxulub Puerto (ʧikʃuˈluːb) è una "localidad" nello stato dello Yucatán in Messico. Si trova nel Golfo del Messico, sulla costa settentrionale della Penisola dello Yucatán, nel comune ("Municipio") di Progreso, da cui dista circa 8 km.

## Nome
Anche se chiamata spesso con il nome semplificato di Chicxulub, quello completo è Chicxulub Puerto, per distinguerla da Chicxulub Pueblo, un comune nell'entroterra dello Yucatàn, circa 20 km più a sud, rispetto al quale, però, ha quasi il doppio degli abitanti.
Il nome è in lingua maya yucateca e può significare, a seconda delle possibili traduzioni, "luogo del corno acceso" o "pulce del demonio".

## Storia
Si narra che il conquistador spagnolo Francisco de Montejo sia sbarcato in questa località nel 1531, durante il suo tentativo fallito di conquista dello Yucatán, ma non ci sono conferme storiche di questa tradizione popolare. Come il vicino porto di Chuburná, venne fortificato nel 1663 come difesa dalle incursioni dei pirati. Resti sparsi delle fortificazioni permangono ancora oggi.

## Economia
Le attività principali della popolazione sono la pesca, il commercio e soprattutto il turismo, incrementatosi dopo la scoperta del cratere di Chicxulub.

## Evoluzione demografica
Abitanti censiti